# 齊巴內·恩戈齊
齊巴內·恩戈齊（1992年10月31日—），博茨瓦納田徑運動員，他代表博茨瓦納隊參加了日本舉行的2020年夏季奧林匹克運動會，並且在男子4×400米接力比賽上獲得銅牌。